# Список президентів Угорщини
Президент Угорщини Угорська мова: Magyarország elnöke — глава держави Угорщина.

## Президенти
| Політична сила                                                                                            | Президент                 | Період правління                    | Нотатки                                                      |
| --- | ------------------------- | ----------------------------------- | ------------------------------------------------------------ |
| Угорщина проголосила незалежність від Австро-Угорської Імперії 17 жовтня 1918 і створила Першу Республіку |                           |                                     |                                                              |
| | Міхай Карої               | 16 листопада 1918 — 21 березня 1919 |                                                              |
| Комуністична Партія Угорщини                                                                              | Шандор Гарбаї             | 21 березня 1919 — 1 серпня 1919     | Румунія окупувала Угорщину.                                  |
| | Дюла Пейдль               | 1 серпня 1919 — 6 серпня 1919       |                                                              |
| Першу Республіку анульовано                                                                               |                           |                                     |                                                              |
| | Йосип Август Австрійський | 6 серпня — 23 жовтня 1919           | Регент                                                       |
| | Іштван Фрідріх            | 23 жовтня — 24 листопада 1919       |                                                              |
| | Карой Гусар               | 24 листопада 1919 — 1 березня 1920  |                                                              |
| Відновлена монархія                                                                                       |                           |                                     |                                                              |
| Регент | Міклош Горті              | 1 березня 1920 — 15 жовтня 1944     | Глава держави. (Некоронований)                               |
| маріонеточний уряд в частині країни окупованій німецькими військами                                       | Ференц Салаші             | 16 жовтня 1944 — 28 березня 1945    | Окупація німецькими військами.                               |
| Антифашистський уряд (до 15 квітня 1945: в частині країни звільненій від німецьких військ)                | Бела Міклош (в.о.)        | 21 грудня 1944 — 15 листопада 1945  | Окупація військами СРСР.                                     |
| Голова Тимчасових національних зборів                                                                     | Іштван Вашарі             | 21 грудня 1944                      |                                                              |
| Голова Тимчасових національних зборів                                                                     | Бела Жедені               | 21 грудня 1944 — 26 січня 1945      |                                                              |
| Вища національна рада, безпартійний                                                                       | Бела Жедені               | 26 січня 1945 — 7 грудня 1945       |                                                              |
| Вища національна рада, військовий                                                                         | Бела Міклош               |                                     |                                                              |
| Вища національна рада Комуністична Партія Угорщини                                                        | Ерне Гере                 | 26 січня 1945 — 11 травня 1945      |                                                              |
| Вища національна рада, Комуністична Партія Угорщини                                                       | Йожеф Реваї               | 11 травня 1945 — 27 вересня 1945    |                                                              |
| Вища національна рада, Комуністична Партія Угорщини                                                       | Матяш Ракоші              | 27 вересня 1945 — 7 грудня 1945     |                                                              |
| Вища національна рада, Незалежна партія дрібних господарів, аграрних робітників та громадян               | Ференц Надь               | 7 грудня 1945 — 2 лютого 1946       |                                                              |
| Вища національна рада, Незалежна партія дрібних господарів, аграрних робітників та громадян               | Золтан Тілді (ex officio) |                                     |                                                              |
| Вища національна рада, Комуністична Партія Угорщини                                                       | Ласло Райк                |                                     |                                                              |
| Вища національна рада, Незалежна партія дрібних господарів, аграрних робітників та громадян               | Бела Варга                | 7 грудня 1945 — 8 січня 1946        |                                                              |
| Друга Угорська Республіка                                                                                 |                           |                                     |                                                              |
| Незалежна партія дрібних господарів, аграрних робітників та громадян                                      | Золтан Тілді              | 2 лютого 1946 — 2 серпня 1948       |                                                              |
| Угорська Робітнича Партія                                                                                 | Арпад Сакашіч             | 2 серпня 1948 — 23 серпня 1949      |                                                              |
| Народна Республіка Угорщини                                                                               |                           |                                     |                                                              |
| Угорська Робітнича Партія                                                                                 | Арпад Сакашіч             | 23 серпня 1949 — 26 квітня 1950     | Chairman of the Hungarian Presidentital Council              |
| Угорська Робітнича Партія                                                                                 | Шандор Ронаї              | 26 квітня 1950 — 14 серпня 1952     | Chairman of the Hungarian Presidentital Council              |
| Угорська Соціалістична Робітнича Партія                                                                   | Іштван Добі               | 14 серпня 1952 — 13 квітня 1967     | Chairman of the Hungarian Presidentital Council              |
| Угорська революція 1956                                                                                   |                           |                                     |                                                              |
| Угорська Соціалістична Робітнича Партія                                                                   | Пал Лошонці               | 13 квітня 1967 — 25 червня 1987     | Chairman of the Hungarian Presidentital Council              |
| Угорська Соціалістична Робітнича Партія                                                                   | Карой Немет               | 25 червня 1987 — 29 червня 1988     | Chairman of the Hungarian Presidentital Council              |
| Угорська Соціалістична Робітнича Партія                                                                   | Бруно Штрауб              | 29 червня 1988 — 18 жовтня 1989     | Chairman of the Hungarian Presidential Council               |
| Третя Угорська Республіка                                                                                 |                           |                                     |                                                              |
| Угорська Соціалістична Робітнича Партія                                                                   | Матьяш Сюреш              | 18 жовтня 1989 — 2 травня 1990      | виконувач обов'язків президента                              |
| Альянс вільних демократів                                                                                 | Арпад Генц                | 2 травня 1990 — 4 серпня 2000       | виконувач обов'язків президента, з 3 серпня 1990 — президент |
| Фідес — Угорський громадянський союз                                                                      | Ференц Мадл               | 4 серпня 2000 — 5 серпня 2005       |                                                              |
| безпартійний                                                                                              | Ласло Шойом               | 5 серпня 2005 — 6 серпня 2010       |                                                              |
| Фідес — Угорський громадянський союз                                                                      | Пал Шмітт                 | 6 серпня 2010 — 2 квітня 2012       |                                                              |
| Фідес — Угорський громадянський союз                                                                      | Янош Адер                 | 10 травня 2012 — 10 травня 2022     |                                                              |
| Фідес — Угорський громадянський союз                                                                      | Каталін Новак             | 10 травня 2022 — 26 лютого 2024     |                                                              |
| Фідес — Угорський громадянський союз                                                                      | Тамаш Шуйок               | з 5 березня 2024                    |                                                              |